# 妖怪大戦争 (2005年の映画)
『妖怪大戦争』（ようかいだいせんそう）は、2005年に公開された日本映画。監督は三池崇史。主演は神木隆之介。

## 概要
1968年に公開された大映の同名作品『妖怪大戦争』のリメイク作品である。登場する妖怪の一部は旧作に準じており、特に旧作で主役級の役割を果たした河童は今作品でも同様に扱われているが、時代設定・登場人物・筋立てなどは全く異なっており、リメイクとは言うものの旧作との関連はほとんど見られない。
水木しげる、京極夏彦、荒俣宏、宮部みゆきが「プロデュースチーム『怪』」として製作に参加している。荒俣の代表作『帝都物語』の登場人物加藤保憲が登場するほか、『ガメラ』水木の代表作『ゲゲゲの鬼太郎』に言及する台詞も存在する。
主題歌は同映画で妖怪ぬらりひょんとしても出演している忌野清志郎と井上陽水。サントラCDと主題歌&挿入歌のCDは同年7月27日に発売。
テレビでの地上波初放送は2006年8月11日であるが、物語の重要なキーワードである「真っ白な嘘」およびそれに絡む多くの部分、そして「本当の結末」が電波に乗らなかった他、妖怪件（くだん）や一つ目小僧の登場場面をはじめ多くのシーンやカットが削除されており、劇場公開時とはかなり異なった内容となった。

### 製作の経緯
角川グループ60周年を記念して製作された。2002年11月、作家の宮部みゆきと雑誌『怪』編集部の、68年の『妖怪大戦争』に関する雑談がきっかけになり、同じころ設立された(株)角川大映映画の企画として取り上げられた。2004年7月13日にロケ地である鳥取でクランクイン、9月1日に調布市の角川大映スタジオで製作記者発表が行なわれた。11月21日には火災によりセットの一部が焼失する事件があったが、2005年1月16日にクランクアップ（撮影終了）となり、8月6日に全国松竹・東急系劇場にて公開に至った。
角川大映映画の処女作として13億円の制作費をかけ、スタジオ内に森・沼・吊り橋などの大規模なセットを設け、コンピュータグラフィックも用いているが、全面的に頼ることはせず、手作業やアナログの映像にもこだわりを見せている。妖怪は3000人ものエキストラを動員して撮影した。著名な芸能人が妖怪役を務めたことも話題となった。

## あらすじ
主人公、稲生タダシはひ弱な都会っ子。両親の離婚に伴って母方に引き取られ、母の故郷・鳥取で、ボケの始まった祖父と3人で暮らしている。しかし、田舎暮らしになじめず、学校では都会育ちゆえに悪ガキたちにいじめられる、うんざりな毎日を送っていた。そんなタダシが夏祭りの夜、この世が危機に陥った時に人々を救うという「麒麟送子」に選ばれる。「麒麟送子に選ばれた子どもは、大天狗が住む山へ伝説の聖剣を取りに行かなければならない!」そう悪ガキたちにはやし立てられ、バカにされたタダシは意を決して山へ行く。が、恐ろしさのあまり逃げ帰ってしまう。すねこすりを拾ったのもこの時だ。しかし、行方知れずになった祖父の助けを求める声が山から聞こえ、否応無しに再び山に足を踏み入れる。怯えるタダシを待ち受けていたのは、恐しくも愉快な妖怪たちだった。
彼らとの出会いによってタダシは、歴史の闇に追いやられた古代日本の先住民族の怨念をまとった魔人・加藤保憲率いる悪霊軍団との戦いに巻き込まれてゆく。

## キャスト
- 人間
  - 稲生タダシ（麒麟送子）：神木隆之介
  - 佐田（雑誌「怪」編集者）：宮迫博之（雨上がり決死隊）
  - 稲生陽子（タダシの母）：南果歩
  - 稲生タタル（タダシの姉）：成海璃子
  - 「怪」編集長：佐野史郎
  - 宮部先生：宮部みゆき
  - 読書好きのホームレス：大沢在昌
  - 駐在所の警官：徳井優
  - たこ焼き屋のアナウンサー：板尾創路 (130R)
  - 屋台のオヤジ：ほんこん (130R)
  - よういち（悪ガキ）の父：田中要次
  - 阿倍晴明：永澤俊矢
  - タダシの父、大人のタダシ：津田寛治（2役）
  - 牛舎の農夫：柄本明
  - 老農婦：花原照子
  - 嫁農婦：荻原利映
  - よういち（悪ガキ）の母：Erico
  - 少年の佐田：吉野憲人
  - よういち：渡部翔
  - かずお：西村陵
  - なおき：山崎宗一郎
  - ぶん：足立弾
  - 遺影：瀧本勝代、伴遼太
  - 稲生俊太郎（タダシの祖父）：菅原文太
- 妖怪のみなさん
  - 猩猩：近藤正臣
  - 川太郎：阿部サダヲ
  - 川姫：高橋真唯
  - 小豆洗い：岡村隆史（ナインティナイン）
  - スネコスリ：竹内順子（声）、佐々木麻緒（機怪になったときの声）
  - 一本ダタラ：田口浩正
  - 大天狗：遠藤憲一
  - 砂かけ婆：根岸季衣
  - ろくろ首：三輪明日美
  - 雪女：吉井怜
  - 豆腐小僧：蛍原徹（雨上がり決死隊）
  - 大首：石橋蓮司
  - ぬらりひょん：忌野清志郎
  - 油すまし：竹中直人
  - 魍魎：塩田時敏
  - 牛頭：塩田時敏
  - 居着きの雷：NORIYASU（THE STRIPES）
  - 飛縁魔：荒俣泰子（荒俣宏夫人）
  - 柳婆：武良悦子
  - 鍛冶が媼：松久保頼子
  - 姑獲鳥：今井久美子
  - 化け猫：藤倉みのり
  - 毛倡妓：藤倉みのり
  - 野寺坊：マメ山田
  - 雨降り小僧：赤星満
  - 百目：赤星満
  - 納戸婆：いか八朗
  - 小鬼：マメ山田、いか八朗
  - のっぺらぼう：成海璃子[注 2]
  - 塗壁：舟山弘一
  - 袖引き小僧：玉槁健太
  - 三つ目小僧：広野健至
  - 一つ目小僧：広野健至
  - 木霊：大竹博之
  - 烏天狗：NC赤英
  - かみきり：大竹博之、NC赤英
  - 震震：播田美保
  - 手の目：藤山信雄
  - 山童：四方宗
  - なまはげ：高槻祐士
  - 泥田坊：森﨑えいじ
  - 青坊主：荒川真
  - 瀬戸大将：関田安明
  - おとろし：小林大士
  - ぬっぺっぽう：小林大士
  - 姥が火：清水武子
  - 立山蛙：渡辺勝彦、林潔、山口幹、澤田千作[注 3]
  - 白粉婆：今野紀子
  - 狢：酒井正道
  - 黒髪切：島田聡
  - 二口女：清水能子
  - 蕪大臣[注 4]：錦戸敏光
  - コロポックル：加納好行
  - 瓶長：長谷隆広
  - 赤鬼：相田憲和
  - 青鬼：梶山豪英
  - 方相氏：門脇茂雄
  - 木魚達磨：深谷和則
  - 払子守：鴇崎真琴
  - 白蔵主：三輪一貴
  - 狗神：向井啓介
  - 女郎蜘蛛：水口陽子
  - 鉄鼠：成田謙三
  - 呼子：田村勇馬
  - 土転び：浅地直樹
  - 倉ぼっこ：実近順治
  - お歯黒べったり：長谷川ユキ
  - 覘き坊：プリティ西村
  - 塗仏：サーモン鮭山
  - 骨女：新堀真澄
  - 箕借り婆：鈴木寿枝
  - 天井嘗め：吉田徹太
  - 見越し入道：石賀浩之
  - 鉄猴：宇野祥平
  - 百々爺：井上淳哉
  - 匣の中の娘：大島かれん
  - 山ン本五郎左衛門：荒俣宏
  - 神ン野悪五郎：京極夏彦
  - 妖怪大翁：水木しげる
  - キャストの表示のないその他の妖怪は#その他の登場妖怪参照。
- 悪霊軍団
  - 鳥刺し妖女アギ：栗山千明
  - 加藤保憲：豊川悦司

## その他の登場妖怪
エンドロールおよび『写真で見る日本妖怪大図鑑』より。キャストが判明しているものは#妖怪のみなさん 参照。
麒麟、一反木綿、傘化け、たくろう火、件、輪入道、雲外鏡、徳利転がし、目目連、化け提灯、洗濯狐、狸、手伝い鬼、青面鬼、芝天、座敷殿、寺猪、髭囃子、正眼猿、巻子の翁、分銅鬼、赤鴉、柿男、否哉、田植え坊、野唇、鉄瓶齧り、カジカ爺、龍だまし、御金坊、油搾り、頭山、遠野河童、鬼童子、鴉坊、水神どん、灰汁坊主、漆壺、おらび鮹、オジーマジムン、目一つ五郎、桶長、大まなぐ、木っ葉天狗、つん太郎、目一つ坊、一角どん、なめくじら、大豕、布絡み、鉄腕、猿転晩子、蜘蛛親爺、猫魈、釜鳴、龍もどき、桶ぽっくん、化け墨壺、なめら、笑い獅子、大手様、笑い口、青天狗、岩ぶくれ、赤髪、鬼娘、かわん太郎、古箪笥、山人、十二坊、三つ目蜘蛛、家鳴、まきざっぽう、蟹坊、禰々子、水天坊、伊草の袈裟坊、九千坊、越辺の平四郎、東司嘗め、次第高、二尺坊、夢枕、八日僧、ミンツチ、土天狗、塗坊、紅蟷螂、磯天狗、瘤爺、籠男、聖天もどき、三角どん、木蓮の精、がふう、下がらごんぼこ、おんぶの安、注連鬼、壺頭、ピーシャーヤナムン、水天翁、山犬、駒王、病田の霊、袖切り、軒納豆、画精、笊ノ目、十貫棒、つるべ火、賽の一六どん。
そのほか、台詞での言及だけだが鬼太郎の名が出る。

## スタッフ
- 監督：三池崇史
- 製作総指揮：角川歴彦
- プロデュースチーム「怪」：水木しげる、荒俣宏、京極夏彦、宮部みゆき
- 製作：黒井和男
- 企画：佐藤直樹
- プロデューサー：井上文雄
- 原作・脚本プロデュース：荒俣宏
- 妖怪キャスティング：京極夏彦
- 脚本：三池崇史、沢村光彦、板倉剛彦
- 音楽：遠藤浩二
- 主題歌：「愛を謳おう」（作詞 三池崇史、作曲 忌野清志郎、歌 忌野清志郎 with 井上陽水）
- 挿入歌：「教えてジィジ」（作詞 三池崇史、作曲 忌野清志郎、歌 忌野清志郎 with 井上陽水、「愛を謳おう」のカップリング）
- 撮影：山本英夫
- 美術：佐々木尚
- 照明：木村匡博
- 録音：中村淳
- 編集：島村泰司
- 音響効果：柴崎憲治
- 助監督：山本英之
- 製作担当：朝比奈真一
- キャスティング：杉野剛
- 装飾：西尾共未
- 妖怪デザイン・造形：百武朋
- 妖怪特殊メイク：松井祐一
- 妖怪デザイン：井上淳哉、竹谷隆之
- 機怪デザイン：韮沢靖
- 妖怪衣装コーディネート：千代田圭介
- スタントコーディネート：辻井啓伺
- ワイヤーアクションコーディネート：帯金伸行
- 操演：鳴海聡
- ヘアメイク：市川土筆、牧田健史
- 「加藤保憲とアギ」スタイリスト：北村道子
- CGIプロデューサー：坂美佐子
- CGIディレクター：太田垣香織
- ラインプロデューサー：飯塚信弘
- アソシエイトプロデューサー：門屋大輔、清水俊
- 宣伝プロデューサー：脇坂守一
- 企画協力：郡司聡
- 配給：松竹
- 製作プロダクション：角川映画
- 製作：『妖怪大戦争』製作委員会（角川映画、日本映画ファンド、日本テレビ）

## DVD
2006年2月3日に発売。販売元は角川エンタテインメント。スペシャル・エディション（2枚組）とコレクターズ・エディション（3枚組）が同時発売された。完全受注生産による「怪」愛蔵版もある。
また、映画公開に先駆けて2005年7月29日に見所を紹介したDVD『妖怪大戦争 〜ある夏の冒険記〜』が発売された。

## 受賞歴
- 第23回ゴールデングロス賞 日本映画部門 優秀銀賞[3]

## メディアミックス

水木しげるロードに設置されている「魔女花子」のブロンズ像。

漫画版は、雑誌『怪』 Vol.17 （2004年10月刊）から Vol.19 （2005年7月刊）に連載された後、終末部分を追加して単行本にまとめられたものが2005年8月1日に刊行された。鳥刺し妖女アギが『河童の三平』や水木の短編作品などに登場する魔女花子（『ゲゲゲの鬼太郎』の猫娘を思わせる容姿）に置き換えられ、川姫の役割の重要度が小さくタダシとの心的交流も無く、機怪の代わりにナンジャラモンジャラという怪物が出て来るなどの相違があるが、特に前半部分は映画の筋に忠実である。
小説版は2005年5月30日に初版が出ている。細部が映画と異なるが大筋は同じである。全体的に説明不足な映画の内容を補完する部分が多く、映画ではほとんど説明が無く、解り難かった川姫と加藤保憲の関係やアギの過去などが綿密に描かれている。映画では既に離婚していたタダシの両親は物語の終末で離婚し、その際父母のどちらを選ぶか決断を迫られたタダシが本心を隠して母を選択したことが「真っ白な嘘」であるとされる。また、映画ではあまり出番の無いタダシの姉タタルが重要な役割を担っている。
この他、本作品に登場する妖怪や機怪を写真と解説文で紹介した『写真で見る日本妖怪大図鑑』が『妖怪大戦争』全日本妖怪推進委員会編集名義で2005年7月に刊行された（ISBN 4-04-853901-9）。「はしがき」は、映画の登場人物である佐田が書いたことになっている。
よみうりランドでは映画を基にした歩行（ウォークスルー）型アトラクション『妖怪屋敷』が開業した。